# Mare Vint
 Der er for få eller ingen kildehenvisninger i denne artikel, hvilket er et problem. Du kan hjælpe ved at angive troværdige kilder til de påstande, som fremføres i artiklen.

Mare Vint (født Mänd, 15. september 1942 i Tallinn, død 10. maj 2020) var en estisk grafiker. 
Vint dimitterede fra Tallinns 9. gymnasium (9. Keskkool) i 1961. I årene 1962-1967 studerede hun på Kunstakademiet (Eesti Kunstiakadeemia, ERKI), hvorfra hun dimitterede som glaskunstner. Hun arbejdede i årene 1967-1969 på Tallinns 46. gymnasium (46. Keskkool) som kunstlærer og derefter som en freelance kunstner.
Siden 1973 har hun været medlem af de Estiske Kunstneres Forbund (Eesti Kunstnike Liit). Hun har praktiseret tusch- og blyantstegninger og siden 1972 overvejende litografi.
Vints kunst kom stærkt i forgrunden i anden halvdel af 1960'erne og begyndelsen af 1970'erne. Vints kunst er karakteriseret ved kontrasten mellem sort og hvid i tegninger, hvor farve er essensen. 
Årene 1980-1990 udgjordes billedemotiverne af haver, parker og fugle. Motiverne er undertiden udformet med fine linjer, prikker og rytmer i samspillet med den ledige plads. 
I 2015 blev hun tildelt Den Hvide Stjernes Orden IV. klasse fortjenstmedalje (Valgetähe IV klassi teenetemärk).